# Plaque d'immatriculation lettone
Les plaques d'immatriculation lettones sont composées des deux lettres « LV » (Latvia) et du symbole de l'Union Européenne. Les combinaisons alphanumériques sont formées de 5 caractères en tout, traditionnellement de 2 lettres; un tiret; trois chiffres, mais on peut retrouver deux combinaisons:  AB - 123 ou  A - 1234.